# V/H/S
V/H/S és una pel·lícula de terror d'antologia de metratge apropiat estatunidenca del 2012 i la primera entrega de la franquícia V/H/S creada per Brad Miska i Bloody Disgusting i produït per Miska i Roxanne Benjamin. Conté una sèrie de curtmetratges de material trobat escrits i dirigits per Adam Wingard, David Bruckner, Ti West, Glenn McQuaid, Joe Swanberg i el col·lectiu de cinema Radio Silence.
La pel·lícula va debutar al Festival de Cinema de Sundance el gener de 2012, i es va estrenar en vídeo a la carta el 31 d'agost de 2012. La pel·lícula va arribar a les sales limitades als Estats Units el 5 d'octubre de 2012 i al Regne Unit el 18 de gener de 2013.
La pel·lícula va generar sis seqüeles, V/H/S/2, V/H/S: Viral, V/H/S/94, V/H/S/99, V/H/S/85, V/H/S/Beyond i dos spin-off, Siren i Kids vs. Aliens, així com una minisèrie V/H/S: Video Horror Shorts a la plataforma Snap Originals de Snapchat.

## Gènesi
En una entrevista amb IndieWire, el productor Brad Miska va revelar el procés en què van desenvolupar V/H/S, que incloïa una "caiguda de confiança" en l’estil de fer cinema. Totes les relacions es van produir a través de la llarga història de Bloody Disgusting.
| « | Per "V/H/S", vam anar a gent amb qui tinc una relació a través de Bloody Disgusting — un grup de cineastes de confiança que pensàvem que voldrien participar en això. Ens van presentar les seves idees, després ens van venir amb tractaments i guions. Va ser com: "Si t'agrada això, fes-ho". Pel que fa a la llum verda de la pel·lícula en si, la història que recorre tota la pel·lícula va ser una cosa que havíem discutit inicialment. Així que vam seguir la història simplificada decidida i vam deixar que els cineastes fessin les seves coses. La qual cosa és una mena inversa de com se suposa que hauríeu de fer una pel·lícula com aquesta. Se suposa que ho has de fer l'últim. Es va convertir en un projecte tipus "omplir el forat". Què podem posar aquí? Què hi podem posar? Saps, què l'amplificaria aquí? Per tant, era un projecte viu. Una pel·lícula viva si voleu. | » |

## Argument
La pel·lícula es presenta com una antologia de curtmetratges de terror, integrats en una història marc que actua com el seu propi curtmetratge de terror. Cada curtmetratge està relacionat amb el concepte de metratge apropiat (cada segment és de les cintes VHS trobades a la sala).

### "Tape 56"/marc narratiu (Pròleg)
- Dirigida per Adam Wingard
- Escrit per Adam Wingard i Simon Barrett

La història marc se centra en una banda criminal que filma els seus crims, que van des del vandalisme fins a l'agressió sexual de dones. Una font anònima els contracta per entrar a una casa i robar una cinta de vídeo VHS. La banda accepta, amb ganes d'ampliar les seves empreses criminals.
A la casa, els delinqüents troben el cadàver d'un ancià assegut davant de diversos televisors. Mentre els altres deambulen per la casa, Brad es queda amb el cadàver per veure una cinta que queda a la videograbadora.

### "Amateur Night"
- Dirigida per David Bruckner
- Escrit per David Bruckner i Nicholas Tecosky

Shane, Patrick i Clint lloguen una habitació de motel amb la intenció de portar-hi dones per tenir sexe. Clint porta ulleres equipades amb una càmera oculta i un micròfon que els permetran convertir la seva trobada planificada en un vídeo de porno amateur. Mentre els tres homes estan al bar, Clint es troba amb la Lily, una jove misteriosa que sembla inusualment tímida i que no diu res més que "T'agrada".
A més de la Lily, els homes també convencen una altra jove, la Lisa, perquè vagi a la seva habitació. Lisa es desmaia mentre Shane intenta iniciar sexe, mentre que Patrick el desanima. La Lily sedueix a Clint de manera incòmoda, però Shane s'acosta a ella. Clint s'adona dels peus amb urpes i escates de la Lily mentre es despulla, però en Shane i en Patrick no s'adonen. La Lily empeny Shane sobre la seva esquena i comença a despullar en Clint, aparentment iniciant un trio. Aclaparat, Clint va al bany. Patrick intenta ocupar el lloc de Clint, però la Lily deixa clar que no li agrada Patrick.
Moments després, Patrick irromp al bany amb un gran tall a la mà, afirmant que la Lily l’ha mossegat. Quan s'apropen a Shane, a la Lily li brota de sobte ullals i després ataca i mata a Shane. Clint s'amaga al bany mentre Patrick, armat amb una barra de cortina de dutxa, torna al dormitori.
Mentre Clint intenta despertar la Lisa, Patrick s'enfronta a Lily, però ella el sotmet fàcilment, beu la seva sang i li arrenca els genitals. Clint surt corrent, però cau per una escala i es trenca el canell. Lily, amb la cara horriblement contorsionada, enxampa a Clint, però en comptes d'atacar, intenta fer una felació. Com que Clint no respon, la Lily comença a plorar i després comença a grunyir enfadada.
Clint fuig, demanant ajuda als espectadors, però Lily l'aixeca al cel, que s'ha transformat en una criatura alada. Es revela que Lily és un súcube a la recerca d'una parella. Les ulleres cauen de la cara de Clint i toquen a terra abans que s'acabi el metratge.

### "Tape 56" (Interludi 1)
De tornada a la història del marc, la Rox descobreix que Brad ha desaparegut. Els altres troben centenars de cintes VHS sense marcar al soterrani i les recullen totes per assegurar-se que aconsegueixen la correcta. Un albira una figura estranya que s'allunya. La Rox posa una altra cinta a la videograbadora i la mira.

### "Second Honeymoon"
- Dirigida per Ti West
- Escrit per Ti West

La parella casada Sam i Stephanie viatgen a Arizona per a la seva lluna de mel, un viatge documentat per Stephanie. Aquella nit, visiten una atracció temàtica del Far West coneguda com "Wild West Junction", on Stephanie rep una predicció d'una clarivident mecànica. La predicció afirma que es retrobarà feliçment amb un ésser estimat, i que és molt confiada i s'aprofita fàcilment. Al cap d'un temps, una dona estranya arriba a l'habitació del motel de Sam i Stephanie i intenta convèncer en Sam (fora de càmera) de manera incòmoda perquè passegi amb ella l'endemà.
Enmig de la nit, mentre la parella dorm, una misteriosa figura entra a l'habitació, encén la càmera de vídeo i es filma acariciant les natges de Stephanie amb una pala. L'intrús també roba 100 dòlars de la cartera d'en Sam i mulla el seu raspall de dents al vàter. L'endemà, de camí a visitar el Gran Canyó, Sam s'adona dels diners que falten i acusa a Stephanie d'haver-se'n endut, però ella li assegura que no ho va fer. Aquella nit, el desconegut torna a entrar a l'habitació i apunyala repetidament a Sam al coll amb la pala, filmant-lo mentre s'ofega. A continuació, la càmera mostra l'assassí, la dona d'abans que porta una màscara de porcellana. Es revela que és l'amant de Stephanie. La gravació es redueix als dos que s'allunyen, amb Stephanie preguntant si el metratge s'ha esborrat.

### "Tape 56" (Interludi 2)
Confós pel que ha presenciat, Rox no s'adona de la desaparició del cadàver. Al soterrani, els altres es plantegen fer còpies de la cinta especial perquè puguin guanyar diners addicionals.

### "Tuesday the 17th"
- Dirigida per Glenn McQuaid
- Escrit per Glenn McQuaid

Joey, Spider i Samantha acompanyen la seva nova amiga Wendy en el seu viatge anual a un llac en un bosc proper. Wendy lidera el camí, esmentant "accidents" que van prendre la vida dels seus amics. Quan la càmera digital de Joey fa una panoràmica de certes zones buides, apareixen imatges de cossos mutilats a les imatges capturades. Després de descobrir un porc mutilat, la Wendy declara que tothom morirà. Fumant males herbes al costat del llac, la Wendy explica que aquí és on un assassí va matar moltes persones, però el grup se'n riu i ho considera una broma.
Spider i Samantha marxen per una pausa al bany. Samantha és assassinada per un ganivet llançat a la cara. Spider intenta córrer, però és apunyalat mortalment. El culpable és una figura amb el cap enfosquit per errors de seguiment (identificat als crèdits com "The Glitch") De tornada al llac, Wendy revela a Joey que és l'única supervivent després de tots els seus amics van morir al llac. Wendy revela que els està utilitzant per matar l'assassí. Mentre els dos parlen, el Glitch camina darrere de Joey i li talla la gola.
La Wendy atrau el Glitch cap a una trampa de fossa, després una trampa per a óssos, que l'atura breument. Filma el Glitch de prop, però li talla la mà. Wendy fuig mentre grava un avís per mantenir-se allunyada de la zona. Després de trobar Joey moribund, el Glitch s'enfronta a ella abans que una altra trampa explosiva l'empali. La Wendy es regodeja i marxa, però quan mira enrere s'ha anat. Fa una emboscada a la Wendy, la colpeja fins a mort amb la càmera i l’esguerra. El cadàver de la Wendy tremola violentament mentre la càmera s'apaga, la qual cosa implica que s'està convertint en un Glitch.

### "Tape 56" (Interludi 3)
A la història del marc, el cadàver ha tornat a l'habitació, però la Rox no es veu enlloc. Els delinqüents restants, Zak i Gary, estan confosos sobre on han anat els altres. En Gary li diu a Zak que mire les cintes, cosa que en Zak compleix.

### "The Sick Thing That Happened to Emily When She Was Younger"
- Dirigida per Joe Swanberg
- Escrit per Simon Barrett

L'Emily li explica al seu xicot James, un aspirant a metge, a través de vídeo xat sobre un estrany cop al braç i com li recorda un accident que va tenir quan era més jove. Després d'ensenyar a James el seu nou apartament, l'Emily sent sorolls fora de la seva porta. Una entitat fantasmal i infantil entra precipitadament a la seva habitació i tanca la porta, fent-la creure que el seu apartament està embruixat.
Després d'una altra trobada amb l'entitat, l'Emily pregunta al seu propietari. Afirma que cap nen ha viscut mai al complex d'apartaments, ni hi ha mort mai cap gent. Durant la seva propera xerrada amb James, l'Emily intenta tallar-li el cop per esbrinar què és. James la insta frenèticament a aturar-se per evitar una infecció i es compromet a comprovar-ho quan arribi d'aquí a una setmana.
La nit següent, l'Emily porta el seu ordinador portàtil perquè James vigili l'entitat. Apareixen dos "fantasmes" i la deixen inconscient quan James entra a l'apartament. Els "fantasmes", que en realitat són extraterrestres, observen com James elimina quirúrgicament un fetus del tors d'Emily. Han estat utilitzant l'Emily com a incubadora per a híbrids alienígenes/humans. James pregunta als alienígenes quant més temps pensen fer-ho a l'Emily, remarcant que potser no sobreviu molt més que això, i s'ha adonat del dispositiu de seguiment al braç. Els extraterrestres esborren la memòria d'Emily, mentre que James li trenca els ossos per fer-ho semblar un accident.
A la seva següent xerrada, una Emily greument ferida creu que va patir les seves ferides després d'entrar en el trànsit en un estat de fugida. Diu que el metge recomanat per James l'ha diagnosticada com a esquizoafectiu i diu amb llàgrimes que James es mereix una xicota millor i més normal. James assegura a l'Emily que és l'única persona amb qui vol estar. Un cop finalitza la seva trucada, James comença una nova trucada amb una dona diferent, que també té un cop al braç i creu que és el seu xicot.

### "Tape 56" (epíleg)
Tant Zak com el cadàver han desaparegut. En Gary, l'únic que queda, busca a dalt. Troba les restes decapitades de Zak i és atacat pel vell zombificat. Fugint avall, cau i es torça el turmell, i és assassinat pel zombi. A la sala de televisió, el VCR comença l'última cinta per si mateix.

### "10/31/98"
- Dirigit per Radio Silence
- Escrit per Radio Silence

La nit de Halloween de 1998, els amics Tyler, Chad, Matt i Paul van a una festa de Halloween, però van a l'adreça equivocada. Creient que són els primers a arribar, el quartet s'hi cola dins. Comencen a experimentar fenòmens paranormals, però creuen que són una casa embruixada i es diverteixen amb ells.
A l'àtic, troben diversos homes reunits al voltant d'una dona suspesa de les bigues, aparentment recreant un exorcisme. Els nois s'uneixen al cant dels homes, que alerta els homes de la seva presència. Els homes criden enutjats abans d'agredir físicament la dona, i alguns d'ells són arrossegats a la foscor per una força invisible. A mesura que es produeixen fenòmens paranormals més violents, els nois inicialment fugen però tornen enrere i rescaten la dona, a qui deslliguen i la condueixen a un lloc segur. La casa cobra vida amb fenòmens poltergeist, amb braços fantasmals que s'aixequen per cobrar la vida dels captors de la dona.
Els nois pugen al seu cotxe amb la dona i se'n van. El seu cotxe s'atura bruscament i la dona desapareix, reapareix al carrer davant d'ells i marxa enmig d'un estol d'ocells. Aleshores s'adonen que el cotxe s'ha aturat a les vies del tren i que la dona que van rescatar és en realitat una bruixa. Intenten sortir del cotxe quan s'acosta un tren, però no poden encendre el motor ni desbloquejar les portes. El tren xoca contra el cotxe, matant a tots els que hi havia dins.
Durant els crèdits finals, es mostren clips de la cinta 56.

#### Final alternatiu a "10/31/98"
Radio Silence va rodar un final de broma en una sola presa, en què les portes s'obren i els nois surten just abans que el tren xoqui contra el seu cotxe. Els nois se'n van i parlen de com s’han divertit i quina nit tan boja ha estat. Mentrestant, el tren xoca contra el cotxe i aquest explota darrere d'ells.

## Repartiment
| - Calvin Reeder com a Gary - Lane Hughes com a Zak - Kentucker Audley com a Rox - Adam Wingard com a Brad - Frank Stack com a Ancià - Sarah Byrne com a Abbey - Melissa Boatright com a Tabitha - Simon Barrett com a Steve - Andrew Droz Palermo com a Cinquè lladre | - Hannah Fierman com a Lily - Mike Donlan com a Shane - Joe Sykes com a Patrick - Drew Sawyer com a Clint - Jasper Lewis com a Lisa | - Joe Swanberg com a Sam - Sophia Takal com a Stephanie - Kate Lyn Sheil com a Noia |

| - Norma C. Quinones com a Wendy - Drew Moerlein com a Joey Brenner - Jeannine Yoder com a Samantha - Jason Yachanin com a Spider - Bryce Burke com a The Glitch | - Helen Rogers com a Emily - Daniel Kaufman com a James - Liz Harvey com a la nova noia - Corrie Fitzpatrick com a noia alien - Isaiah Hillman com a noi alien - Taliyah Hillman com a nena alien | - Chad Villella com a Chad - Matt Bettinelli-Olpin com a Matt - Tyler Gillett com a Tyler - Paul Natonek com a Paul - Nicole Erb com a la noia - John Walcutt com a líder del culte - Eric Curtis com a company d’habitació |

## Llançament
Trevor Groth, un programador de pel·lícules de mitjanit al Festival de Cinema de Sundance, va dir: "Dono a això tot el crèdit del món perquè conceptualment no hauria d'haver funcionat per a mi. Personalment, m'avorreix les pel·lícules de terror de material trobat, i els intents d'omnibus rarament funcionen, però aquest es va desmaiar durant l'estrena a Sundance. Però aquest sí. És aterridor i està molt ben executat." Horror-Movies.ca va informar que dues persones es van desmaiar durant l'estrena a Sundance.
Al Festival de Cinema de Sundance de 2012, Magnolia Pictures va comprar els drets nord-americans de la pel·lícula per una mica més d'un milió de dòlars. La primera estrena a les sales va començar a Rússia el 7 de setembre de 2012. L'estrena limitada va començar el 5 d'octubre de 2012 als Estats Units. La pel·lícula va ser llançada en DVD, Blu-ray i descàrrega digital el 4 de desembre de 2012. Va ser llançada en el format titular de VHS el 5 de febrer de 2013.

## Recepció
Al lloc web de l'agregador de ressenyes Rotten Tomatoes, el 56% de les 108 ressenyes dels crítics són positives, amb una valoració mitjana de 5,6/10. El consens del lloc web diu: "Una col·lecció desigual de pel·lícules de terror amb metratge trobat, V/H/S té alguns ensurts inventius, però la seva execució és inesperada. Metacritic, que utilitza una mitjana ponderada, va assignar a la pel·lícula una puntuació de 54 sobre 100, basada en 22 crítics, indicant crítiques "mixtes o mitjanes"
La majoria dels crítics van dir que pensaven que la pel·lícula era massa llarga. Variety va assenyalar que "els segments varien en qualitat i el conjunt supera la seva benvinguda gairebé dues hores. Alguns retalls (potser relegant un episodi més feble a un DVD extra) augmentarien les possibilitats cinematogràfics."
Empire va donar a la pel·lícula quatre estrelles de cinc, dient que "el gir més gran és la seva alta qualitat constant... tot val, i tot funciona". The Hollywood Reporter va donar a la pel·lícula una crítica lleugerament positiva, afirmant "De manera refrescant V/H/S no promet més del que ofereix, sempre un avantatge amb la tarifa del gènere." Fangoria va elogiar la pel·lícula tot remarcant que "el misteri de per què/com algunes d'aquestes coses es troben fins i tot a les cintes VHS per començar" va ser una mica un salt.
Sean O'Connell de The Washington Post va donar a la pel·lícula una crítica mordaç, dient que, tot i que "en el paper, és un concepte intel·ligent" i "probablement va sonar molt bé a la reunió", "perd tota brillantor a través d'una execució de mala qualitat". Va continuar criticant la "tècnica de la càmera tremolada inobservable" i l'actuació "bruta i amateur", tot i que va identificar el segment de Swanberg com el millor. De la mateixa manera, Roger Ebert va estar entre els crítics que van considerar que la pel·lícula era massa llarga, donant a la pel·lícula una estrella de quatre i va dir que "Cap dels segments és especialment convincent. Encadellats junts, és massa gran."